# 埃尔帕皮奥尔
埃尔帕皮奥尔，是西班牙加泰罗尼亚巴塞罗那省的一个市镇。总面积9平方公里，总人口4041人（2013年），人口密度461人/平方公里。